# Orthotrichia curta
Orthotrichia curta är en nattsländeart som beskrevs av John M. Kingsolver och Ross 1961. Orthotrichia curta ingår i släktet Orthotrichia och familjen smånattsländor. Inga underarter finns listade i Catalogue of Life.